# Lądowisko Gryfice-Szpital
Lądowisko Gryfice-Szpital – lądowisko sanitarne w Gryficach, w województwie zachodniopomorskim, położone przy ul. Niechorskiej 27. Przeznaczone jest do wykonywania startów i lądowań śmigłowców sanitarnych, ratowniczych, Lotnictwa Szwedzkiego i NATO, zarówno w dzień jak i w nocy, o dopuszczalnej masie startowej do 12 000 kg.
Zarządzającym lądowiskiem jest Samodzielny Publiczny Zespół Zakładów Opieki Zdrowotnej w Gryficach. W roku 2011 zostało wpisane do ewidencji lądowisk Urzędu Lotnictwa Cywilnego pod numerem 99.
Na lądowisku mogą lądować nie tylko śmigłowce Lotniczego Pogotowia Ratunkowego - Eurocopter EC135, ale również popularny w wojskowym ratownictwie Sokół, czy też większe helikoptery, np. Mi-14.